# Alfred Šerko
Alfred Šerko, slovenski zdravnik, nevrolog, psihiater in pedagog, * 16. julij 1879, Cerknica, † 14. januar 1938, Ljubljana.

## Življenjepis
Bil je eden izmed 18 prvih rednih profesorjev Univerze v Ljubljani. Veliko let je bil dekan Medicinske fakultete in tudi rektor Univerze (1930/1932). Ob 100-letnici Medicinske fakultete (2019) so mu pred vhodom vanjo postavili doprsni kip.